# 파주로
파주로(Paju-ro)는 경기도 파주시 문발동 문발 나들목과 법원읍 오현리 갈곡터널을 잇는 경기도의 도로이다. 전 구간 국가지원지방도 제56호선에 속한다.

## 연혁
- 2006년 7월 24일 : 교하 ~ 조리간 도로 (파주시 교하읍 문발리 ~ 조리읍 등원리) 10.29km 구간 확장 개통[1]
- 2008년 10월 17일 : 파주로로 명명
- 2017년 6월 30일 : 조리 ~ 법원간 도로 (파주시 광탄면 신산리 ~ 파주읍 연풍리) 4.6km 구간 확장 개통[2]
- 2018년 12월 20일 : 조리 ~ 법원간 도로 및 법원 ~ 상수간 도로 (파주시 파주읍 연풍리 연풍 교차로 ~ 법원읍 갈곡리 오현 교차로) 7.78km 구간 확장 개통, 기존 파주시 조리읍 등원리 ~ 법원읍 갈곡리 19.5km 구간 폐지[3]

## 주요 경유지
경기도
- 파주시 (문발동 · 신촌동 · 문발동 · 동패동 · 다율동 · 목동동 · 당하동 · 교하동 · 상지석동 · 조리읍 · 금릉동 · 조리읍 · 광탄면 · 파주읍 · 법원읍)

## 노선
| 이름                              | 접속 노선                            | 소재지 | 소재지                                                               | 비고                                                                 |
| --------------------------------- | ------------------------------------ | ------ | -------------------------------------------------------------------- | -------------------------------------------------------------------- |
| 문발 나들목                       | 국도 제77호선 (자유로)               | 파주시 | 교하동                                                               | 국가지원지방도 제56호선 구간                                         |
| 문발1교                           |                                      | 파주시 | 교하동                                                               | 국가지원지방도 제56호선 구간                                         |
| 문발 교차로 (문발2교)             | 교하로                               | 파주시 | 교하동                                                               | 국가지원지방도 제56호선 구간                                         |
| 교하1교                           |                                      | 파주시 | 교하동                                                               | 국가지원지방도 제56호선 구간                                         |
| (교하주공1,2단지)                 | 숲속노을로                           | 파주시 | 운정동                                                               | 국가지원지방도 제56호선 구간                                         |
| 교하지하차도                      | 청석로                               | 파주시 | 운정동                                                               | 국가지원지방도 제56호선 구간                                         |
| 교하2교 다율교                    |                                      | 파주시 | 운정동                                                               | 국가지원지방도 제56호선 구간                                         |
| 산내 교차로                       | 지방도 제357호선 (남북로)            | 파주시 | 운정동                                                               | 국가지원지방도 제56호선 구간                                         |
| 다율 교차로                       | 청암로                               | 파주시 | 운정동                                                               | 국가지원지방도 제56호선 구간                                         |
| (생태통로)                        |                                      | 파주시 | 교하동                                                               | 국가지원지방도 제56호선 구간 연장 약 25m                             |
| 와동 교차로                       | 지방도 제359호선 (경의로)            | 파주시 | 교하동                                                               | 국가지원지방도 제56호선 구간                                         |
| 와동1교 와동2교                   |                                      | 파주시 | 교하동                                                               | 국가지원지방도 제56호선 구간                                         |
| 금촌지구 교차로 (와동육교)        | 금릉역로                             | 파주시 | 교하동                                                               | 국가지원지방도 제56호선 구간                                         |
| 공릉천교                          |                                      | 파주시 | 조리읍                                                               | 국가지원지방도 제56호선 구간                                         |
| 공릉천교                          | 금촌동                               | 파주시 |                                                                      | 국가지원지방도 제56호선 구간                                         |
| 금촌 교차로                       | 지방도 제363호선 (중앙로)            | 파주시 |                                                                      | 국가지원지방도 제56호선 구간                                         |
| 등원 교차로 (등원고가교)          | 국도 제1호선 (통일로)                | 파주시 | 조리읍                                                               | 국가지원지방도 제56호선 구간                                         |
| 등원리                            | 등원로                               | 파주시 | 조리읍                                                               | 국가지원지방도 제56호선 구간 양주 방향 진입 불가 파주 방향 진출 불가 |
| 뇌조 교차로                       | 국가지원지방도 제78호선 (정문로)     | 파주시 | 조리읍                                                               | 국가지원지방도 제56, 78호선 구간                                     |
| 오산교                            |                                      | 파주시 | 조리읍                                                               | 국가지원지방도 제56, 78호선 구간                                     |
| 오산1 교차로                      | 등원로330번길                        | 파주시 | 조리읍                                                               | 국가지원지방도 제56, 78호선 구간                                     |
| 오산2 교차로 (오산지하차도)       | 당재봉로 등원로                      | 파주시 | 조리읍                                                               | 국가지원지방도 제56, 78호선 구간                                     |
| 광탄 교차로                       | 국가지원지방도 제78호선 (홀작로)     | 파주시 | 광탄면                                                               | 국가지원지방도 제56, 78호선 구간                                     |
| (교량 명칭 미상)                  |                                      | 파주시 | 광탄면                                                               | 국가지원지방도 제56호선 구간                                         |
| 신산 교차로                       | 외화산길                             | 파주시 | 광탄면                                                               | 국가지원지방도 제56호선 구간                                         |
| (교량 명칭 미상) 문산천교         |                                      | 파주시 | 광탄면                                                               | 국가지원지방도 제56호선 구간                                         |
| 방축 교차로                       | 산수골길                             | 파주시 | 광탄면                                                               | 국가지원지방도 제56호선 구간                                         |
| 연풍 교차로 (연풍1교)             | 혜음로                               | 파주시 | 파주읍                                                               | 국가지원지방도 제56호선 구간                                         |
| 연풍교                            |                                      | 파주시 | 파주읍                                                               | 국가지원지방도 제56호선 구간                                         |
| 법원읍                            |                                      | 파주시 |                                                                      | 국가지원지방도 제56호선 구간                                         |
| 호명터널                          |                                      | 파주시 | 국가지원지방도 제56호선 구간 양주 방향 연장 510m 파주 방향 연장 530m |                                                                      |
| 대능1교                           |                                      | 파주시 | 국가지원지방도 제56호선 구간                                         |                                                                      |
| 대능 교차로 (대능2교) 법원 나들목 | 400호선 수도권제2순환고속도로 보광로 | 파주시 | 국가지원지방도 제56호선 구간                                         |                                                                      |
| 대능3교                           |                                      | 파주시 | 국가지원지방도 제56호선 구간                                         |                                                                      |
| 법원 교차로 (법원1교)             | 화합로 오류골길                      | 파주시 | 국가지원지방도 제56호선 구간                                         |                                                                      |
| 법원2교 법원교 갈곡1교            |                                      | 파주시 | 국가지원지방도 제56호선 구간                                         |                                                                      |
| 갈곡 교차로                       | 화합로                               | 파주시 | 국가지원지방도 제56호선 구간 양주 방향 진입 불가 파주 방향 진출 불가 |                                                                      |
| 갈곡2교 갈곡3교                   |                                      | 파주시 | 국가지원지방도 제56호선 구간                                         |                                                                      |
| 오현 교차로                       | 지방도 제364호선 (화합로)            | 파주시 | 국가지원지방도 제56호선 구간 지방도 제364호선 구간                   |                                                                      |
| 갈곡4교                           |                                      | 파주시 | 국가지원지방도 제56호선 구간 지방도 제364호선 구간                   |                                                                      |
| 갈곡터널                          |                                      | 파주시 | 국가지원지방도 제56호선 구간 지방도 제364호선 구간 연장 720m         |                                                                      |
| 광남로와 직결                     |                                      |        |                                                                      |                                                                      |